# Palimbang
Palimbang es un municipio filipino de segunda categoría, situado al sur de la isla de Mindanao. Forma parte de la provincia de Sultán Kudarat situada en la Región Administrativa de Soccsksargen también denominada Región XII. Para las elecciones está encuadrado en el Segundo Distrito Electoral de esta provincia.

## Geografía
Municipio ribereño del mar de Célebes, el más meridional de la provincia. Linda al norte con Calamasing, al sur con la Provincia de Sarangani y al este con el valle de Kulamán.

### Barrios
El municipio de Palimbang se divide, a los efectos administrativos, en 40 barangayes o barrios, conforme a la siguiente relación:
| - Raschel Brown Homes - Akol - Badiangon - Baliango - Balwan (Bulan) - Banbanen - Baranayan - Barongis - Batang-baglas - Butril - Colobe | - Tagadtal - Datu Maguiales - Domolol - Kabuling - Kalibuhan - Kanipaan - Kidayan - Kiponget - Kisek - Kraan | - Kulong-kulong - Langali - Libua - Ligao - Lopoken (Lepolon) - Lumitan - Maganao - Maguid - Malatuneng (Malatunol) - Malisbong | - Medol - Milbuk - Mina - Molon - Namat Masla - Napnapon - Población - San Roque - Tibuhol (Badiangon del Este) - Wal - Wasag |  |

## Historia

### Influencia española
Este territorio formaba parte de la Capitanía General de Filipinas (1520-1898).
Hacia 1696 el capitán Rodríguez de Figueroa obtiene del gobierno español el derecho exclusivo de colonizar Mindanao.
El 1 de febrero de este año parte de Iloílo alcanzando la desembocadura del río Grande de Mindanao, en lo que hoy se conoce como la ciudad de Cotabato.

### Independencia
En la década de 1940 Julio Sarayba solicita la creación de un nuevo municipio. El 24 de julio de 1953 fue rechazada una nueva solicitud suscrita por diecisiete líderes de PAT-A-DALAPA, asocieción que defendía los intereses de las comunidades costeras se Kraan, de Kanipan, de Palimbang y de Magnano. Finalmente Palimbang fue proclamado municipio el 14 de agosto de 1959.
El 29 de diciembre de 1961, por recomendación de la Junta Provincial de Cotabato se crea en la provincia de Cotabato el municipio de Kalamansig que constará de los siguientes barrios y sitios de los municipios de Lebak y Palimbang, de la misma provincia.
- De Lebak, 20: Kalamansig, Lun, Pitas, Dansalang, Pigtitiguinas, Madu, Puerto Lebak, Linek, Santa Clara, Sibayor, Nalilidán, Bosaguán, Calubcub, Camp III, Posal, Limbato, Limután, Simsimán, Cádiz y Tipudis.
- De Palimbang, 8: Sangay, Mat, Danaguán, Pasil, Basiguag, Narra y Kulamán del Norte.